# Lexus LM
Lexus LM (viết tắt của "Luxury Mover") là một mẫu minivan hạng sang được sản xuất bởi Lexus, thương hiệu con của tập đoàn Toyota. Ra mắt năm 2019 với tư cách là mẫu minivan đầu tiên của hãng, từ đó đến nay LM đã trải qua hai thế hệ và chia sẻ nhiều điểm tương đồng với Toyota Alphard cùng Vellfire. Thế hệ đầu tiên của xe kéo dài từ năm 2020 đến 2023, cung cấp các cấu hình gồm bảy hoặc bốn chỗ, cùng với đó là tùy chọn động cơ xăng và hybrid. Kể từ thế hệ thứ hai, LM chỉ còn duy nhất phiên bản hybrid và có sẵn ba tùy chọn ghế ngồi gồm bốn, sáu và bảy chỗ ngồi.

## Thế hệ thứ nhất (AH30; 2019)
LM thế hệ đầu tiên ra mắt vào ngày 16 tháng 4 năm 2019 tại Triển lãm Công nghiệp Ô tô Quốc tế Thượng Hải, sau đó chào sân tại thị trường Trung Quốc vào ngày 20 tháng 2 năm 2020. So với người anh em Alphard thế hệ thứ ba thì LM có chiều dài nhỉnh hơn một chút, cụ thể là 5.040 mm (198,4 in). Ngoài ra, xe còn có kết cấu mới và cứng cáp hơn, cùng với đó là những bộ phận cách âm bổ sung như cửa sổ hai lớp. Xe có sẵn hai cấu hình chỗ ngồi, trong đó bản 7 chỗ dựa trên Alphard Executive Lounge và bản 4 chỗ mang tên "Emperor Suite" phát triển từ Alphard Royal Lounge. LM cũng được trang bị hệ thống treo kiểu mới với công nghệ Swing Valve.
LM thế hệ đầu tiên đã có mặt tại Trung Quốc, Đài Loan, Hồng Kông, cùng với các thị trường Đông Nam Á như Indonesia, Thái Lan, Philippines, Malaysia, và Việt Nam. Mặc dù được sản xuất tại Nhật Bản, nhưng LM lại không được phân phối tại nơi này.

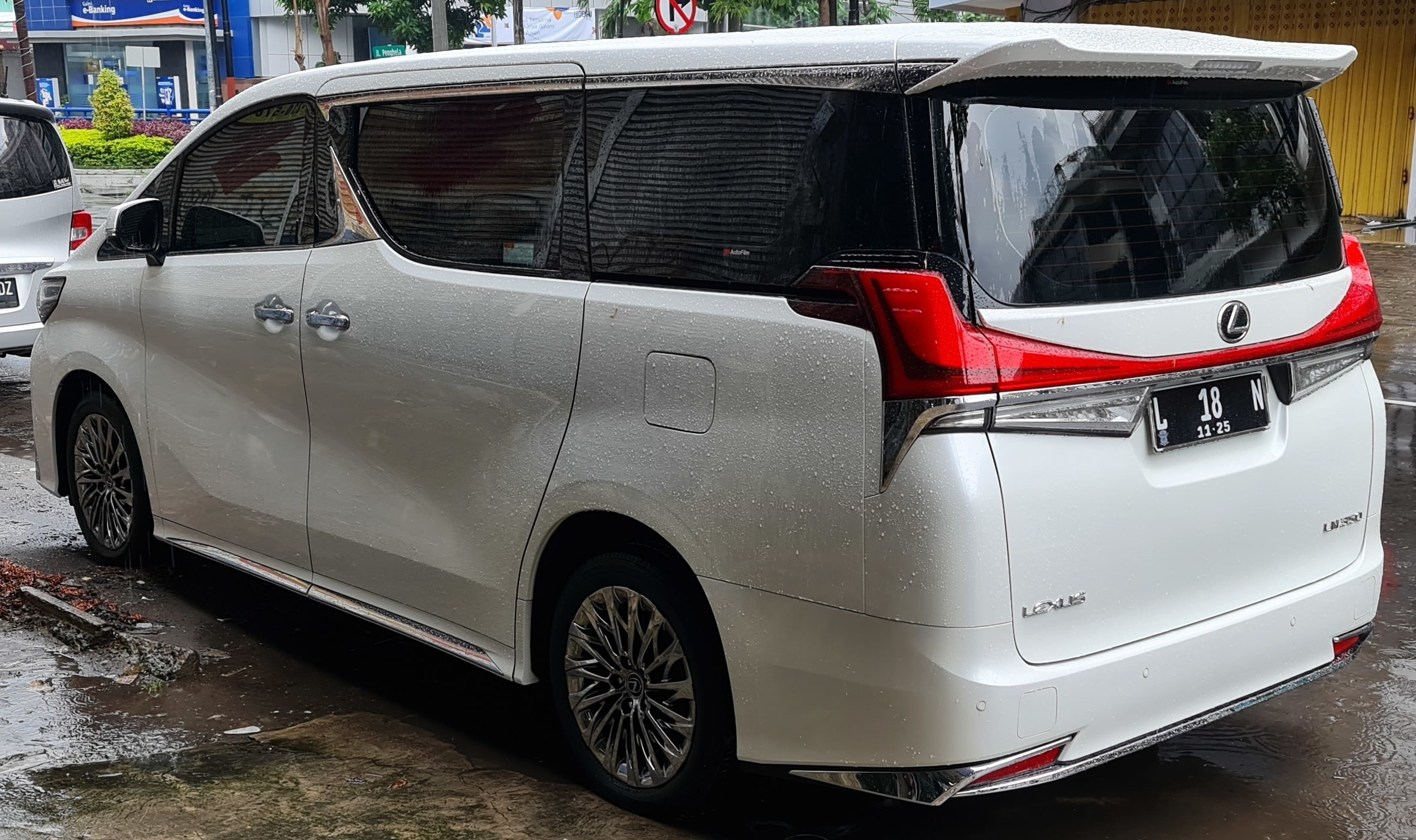
Đuôi xe Lexus LM 350

### Hệ dẫn động
LM có hai tùy chọn động cơ, bao gồm hybrid 4 xi-lanh 2.5 lít 2AR-FXE đối với LM 300h và loại V6 3.5 lít, hút khí tự nhiên và phun xăng trực tiếp 2GR-FKS trên mẫu LM 350.
| Loại        | Mã động cơ | Dung tích           | Sức mạnh | Mô-men xoắn | Hiệu suất kết hợp       | Động cơ điện                                                              | Pin         | Hộp số               | Mẫu mã                    | Hệ dẫn động | Vòng đời  |
| ----------- | ---------- | ------------------- | --- | --- | ----------------------- | ------------------------------------------------------------------------- | ----------- | -------------------- | ------------------------- | ----------- | --------- |
| Xăng        | 2GR-FKS    | 3.456 cc (3,5 L) V6 | 221 kW (296 hp; 300 PS) @ 6,600 rpm                                                                                   | 361 N⋅m (36,8 kg⋅m; 266 lb⋅ft) @ 4,700 rpm                                                                                                   | -                       | -                                                                         | -           | Hộp số tự động 8 cấp | GGH31 (LM 350)            | FWD         | 2020–2023 |
| Xăng        | 2GR-FE     | 3.456 cc (3,5 L) V6 | 200 kW (268 hp; 272 PS) @ 6,200 rpm                                                                                   | 340 N⋅m (34,7 kg⋅m; 251 lb⋅ft) @ 4,700 rpm                                                                                                   | -                       | -                                                                         | -           | Hộp số tự động 6     | GGH31 (LM 350, Hồng Kông) | FWD         | 2020–2023 |
| Xăng hybrid | 2AR-FXE    | 2.494 cc (2,5 L) I4 | Động cơ: 150 kW (201 hp; 204 PS) @ 5,700 rpm Động cơ trước: 105 kW (141 hp; 143 PS) Động cơ sau: 50 kW (67 hp; 68 PS) | Động cơ: 206 N⋅m (21,0 kg⋅m; 152 lb⋅ft) @ 4,400–4,800 rpm Động cơ trước: 270 N⋅m (27,5 kg⋅m; 199 lb⋅ft) Động cơ sau: 139 kW (186 hp; 189 PS) | 145 kW (194 hp; 197 PS) | Động cơ nam châm vĩnh cửu 5NM (trước) Động cơ nam châm vĩnh cửu 4NM (sau) | 224.8 VNiMH | e-CVT                | AYH36 (LM 300h)           | AWD E-Four  | 2020–2023 |

## Thế hệ thứ hai (AW10; 2023)
LM thế hệ thứ hai chính thức được giới thiệu vào ngày 18 tháng 4 năm 2023 tại Triển lãm ô tô Thượng Hải. Phiên bản này khác xa so với dòng Alphard/Vellfire với kiểu thân và mẫu mã riêng biệt. Xe được bán độc quyền dưới dạng hybrid, không còn phiên bản chạy xăng như trước nữa.
Mẫu xe này khoác lên mình bộ tản nhiệt kiểu mới với hoa văn hình lục giác, thay thế cho lưới tản nhiệt hình con suốt cỡ lớn đặc trưng trên đời cũ, trong khi logo Lexus thì được dời từ bên trong lưới tản nhiệt lên vị trí mui xe. Nhìn chung, khung gầm của xe được tinh chỉnh tăng độ cứng thêm 50% nhờ việc lắp thanh giằng mới trên giá đỡ bộ tản nhiệt và sàn phía sau, kết cấu thanh truyền thẳng và gia cố trụ một phần tư. Keo kết cấu cũng được sử dụng cho thân trên và sàn xe, có tác dụng hấp thụ xung lực giúp giảm rung lắc khi đứng yên và di chuyển. Lần đầu tiên trên một chiếc xe Lexus, LM được trang bị hệ thống "Hỗ trợ Điều hòa Phía sau", trong đó tích hợp các tính năng như điều chỉnh điều hòa không khí, rèm che nắng, hệ thống chiếu sáng, vị trí ghế ngồi,... Ngoài ra, xe còn trang bị bệ tì tay có thể sưởi ấm và ghế ngồi có phần ngả đệm đỡ chân ottoman, cùng với đó là màn hình rộng 48 inch đặt ở khoang sau.
Thế hệ thứ hai của LM gồm hai phiên bản là 350h và 500h, sử dụng hệ dẫn động bốn bánh bằng điện Direct4 của Lexus. Xe có sẵn ba cấu hình ghế ngồi gồm 4, 6 hoặc 7 chỗ, cùng với bốn tùy chọn màu ngoại thất: Đen, Trắng, Be và Đỏ. Với thế hệ này, Lexus đã mở rộng quy mô khi cho ra mắt sản phẩm tại hơn 60 quốc gia, trong đó châu Âu và Nhật Bản là những thị trường lần đầu phân phối. Tuy nhiên, xe sẽ không được bán tại khu vực Bắc Mỹ.

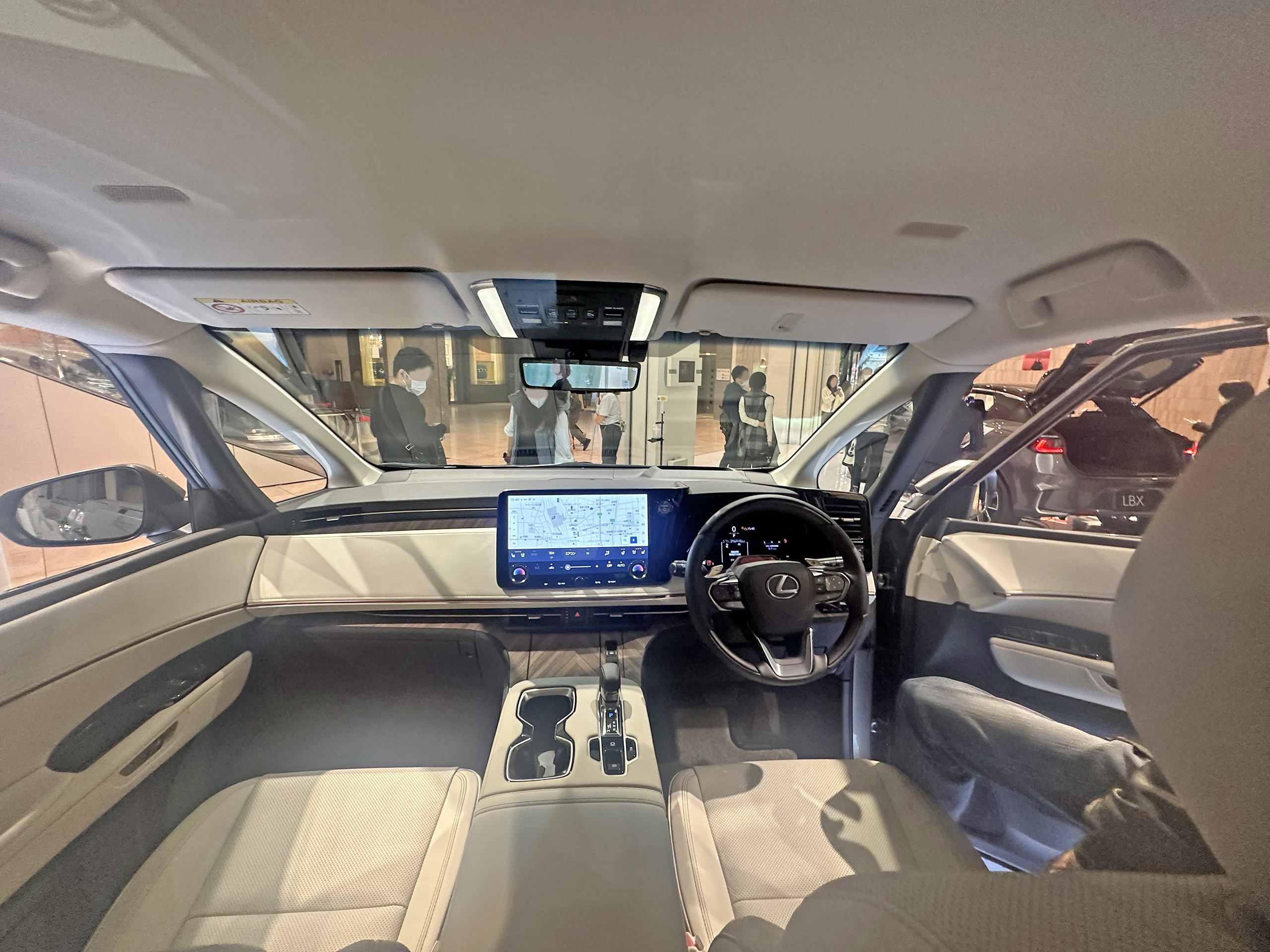
Khoang lái
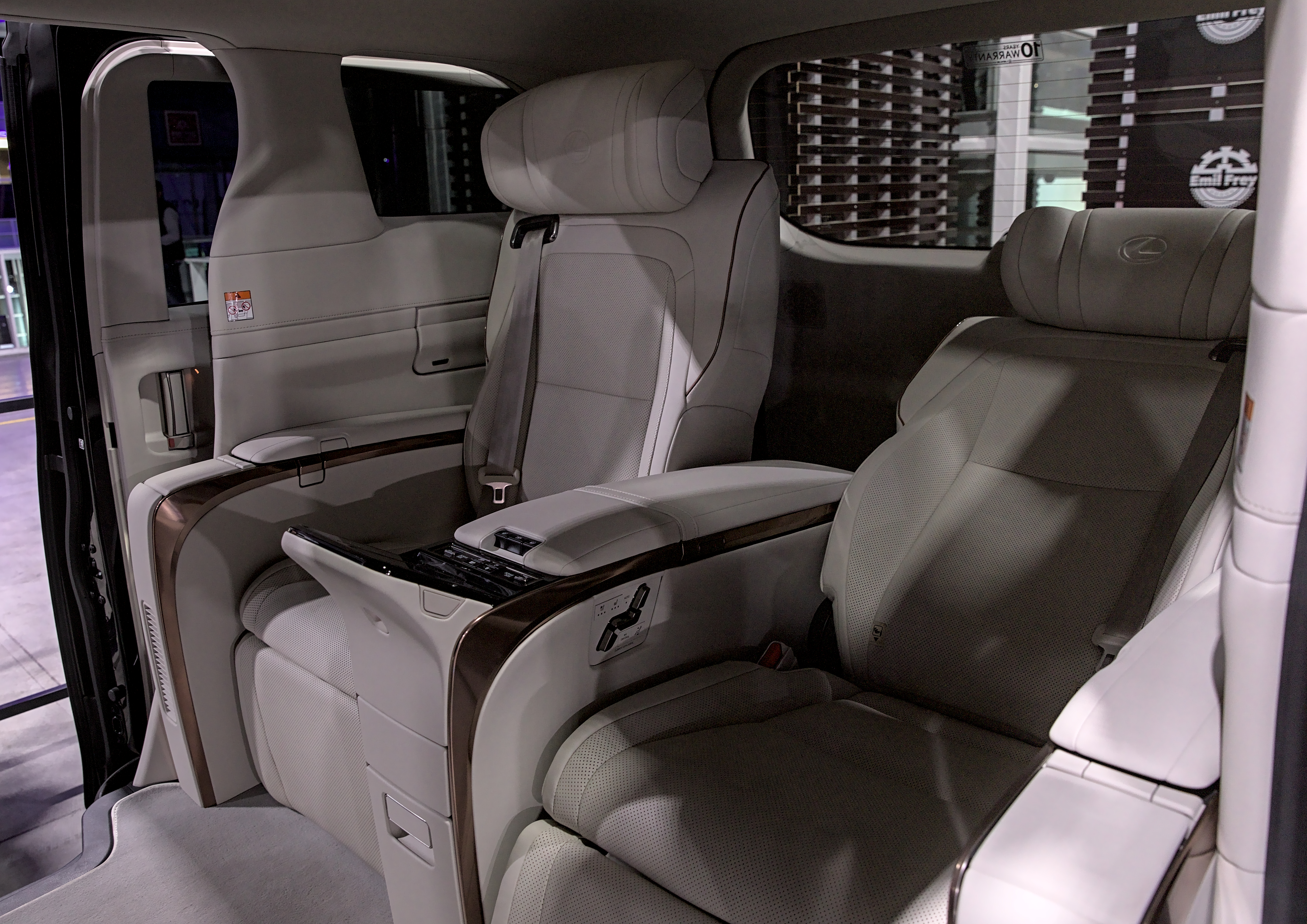
Ghế hàng sau
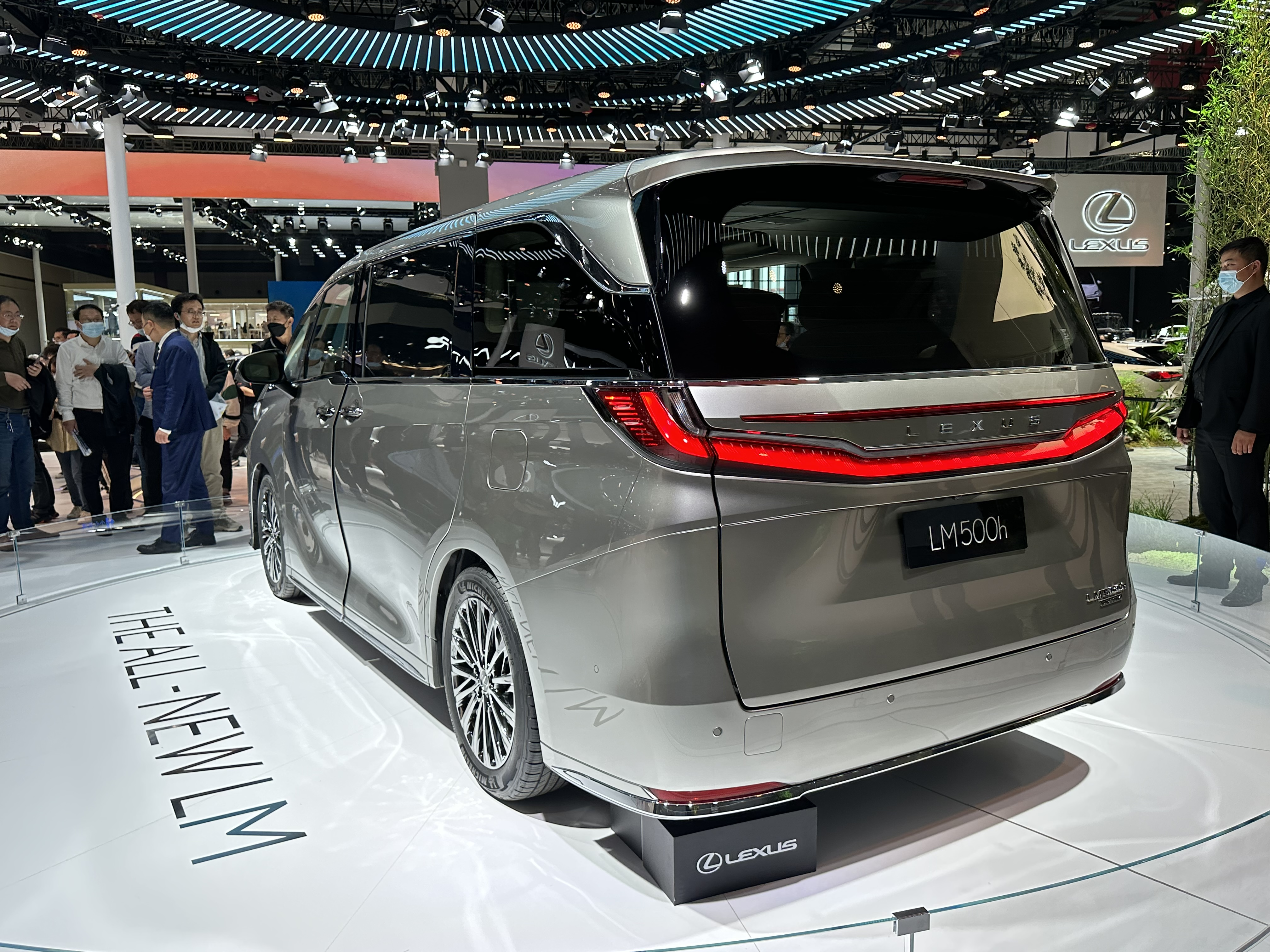
Đuôi xe

### Thị trường

#### Nhật Bản
LM chính thức lên sàn thị trường Nhật Bản vào giữa tháng 10 năm 2023 với một phiên bản duy nhất là Executive 500h. Xe có bốn tùy chọn màu ngoại thất (Sonic Quartz, Sonic Titanium, Graphite Black Glass Flakes và Sonic Agate) cùng hai màu nội thất (Solis White viền Satin Copper và Black viền Satin Silver). Các đợt lái thử LM dự kiến sẽ bắt đầu vào tháng 1 năm 2024. Hai phiên bản 6 và 7 chỗ sẽ có mặt ngay sau đó.
Tương tự như hầu hết các mẫu xe Lexus và Toyota xuất hiện tại Nhật Bản, LM nhận được bộ bodykit từ thương hiệu Modellista thuộc Toyota. Gói phụ kiện bao gồm cánh trước, cánh gió sau, ốp hông, một chi tiết trang trí mạ crôm cho trước và sau, cùng với các bộ phận trang trí bên hông ở phần đầu xe trước bộ lọc gió. Lazang hợp kim 19 inch là bộ phận cuối cùng cho phần ngoại thất, trong khi một panel sơn mài thì được lắp vào vách ngăn bên trong để hoàn thiện gói độ cho xe.

#### Khác
LM chính thức ra mắt tại Trung Quốc vào tháng 8 năm 2023, sau đó trình làng tại Ấn Độ vào tháng 8 năm 2023 và bắt đầu nhận đặt cọc vào ngày 24 tháng 8. LM gia nhập thị trường Thái Lan vào ngày 1 tháng 9 năm 2023 với các phiên bản Executive 7 chỗ và Executive 4 chỗ. Đối với thị trường châu Âu, xe đã có mặt tại Tây Ban Nha vào cuối tháng 5 năm 2023. Vào quý 3 năm 2023, LM được mở bán tại Vương quốc Anh với hai biến thể 4 và 7 chỗ ngồi. Ở Úc, xe dự kiến sẽ có mặt vào quý 4 năm 2023 và mở bán vào năm 2024. Vào tháng 6 năm 2023, LM đã được chấp thuận dựa trên các cơ sở pháp lý để phân phối tại quốc gia này. Ngày 26 tháng 3 năm 2024, Lexus LM 500h chính thức được giới thiệu tại thị trường Việt Nam với phiên bản 6 chỗ, trong khi bản 4 chỗ dự kiến có mặt vào tháng 4 cùng năm.

### Hệ dẫn động
LM thế hệ thứ hai chia sẻ chung động cơ với nhiều mẫu xe sử dụng khung gầm GA-K, đơn cử như động cơ A25A-FXS và T24A-FTS. LM 350h có công suất 184 kW (247 hp; 250 PS), còn phiên bản LM 500h thì mạnh hơn khi sản sinh công suất 273 kW (366 hp; 371 PS).
| Loại        | Mã động cơ | Dung tích                   | Sức mạnh | Mô-men xoắn | Hiệu suất kết hợp       | Động cơ điện                                | Pin       | Hộp số                              | Mẫu mã           | Hệ dẫn động | Vòng đời |
| ----------- | ---------- | --------------------------- | --- | --- | ----------------------- | ------------------------------------------- | --------- | ----------------------------------- | ---------------- | ----------- | -------- |
| Xăng hybrid | A25A-FXS   | 2.487 cc (2,5 L) I4         | Động cơ: 140 kW (188 hp; 190 PS) @ 6,000 rpm Động cơ trước: 134 kW (180 hp; 182 PS)                                    | Động cơ: 236 N⋅m (24,1 kg⋅m; 174 lb⋅ft) @ 4,300–4,500 rpm Động cơ trước: 270 N⋅m (27,5 kg⋅m; 199 lb⋅ft)                                             | 184 kW (247 hp; 250 PS) | Đồng bộ AC 5NM (trước)                      | 5 NiMH Ah | e-CVT                               | AAWH10 (LM 350h) | FWD         |          |
| Xăng hybrid | A25A-FXS   | 2.487 cc (2,5 L) I4         | + Động cơ sau: 40 kW (54 hp; 54 PS)                                                                                    | + Động cơ sau: 121 N⋅m (12,3 kg⋅m; 89,2 lb⋅ft) | 184 kW (247 hp; 250 PS) | + Đồng bộ AC 4NM (sau)                      | 5 NiMH Ah | e-CVT                               | AAWH15 (LM 350h) | AWD E-Four  | 2023–nay |
| Xăng hybrid | T24A-FTS   | 2.393 cc (2,4 L) I4 tăng áp | Động cơ: 202 kW (271 hp; 275 PS) @ 6,000 rpm Động cơ trước: 64 kW (86 hp; 87 PS) Động cơ sau: 75,9 kW (102 hp; 103 PS) | Động cơ: 460 N⋅m (46,9 kg⋅m; 339 lb⋅ft) @ 2,000–3,000 rpm Động cơ trước: 292 N⋅m (29,8 kg⋅m; 215 lb⋅ft) Động cơ sau: 169 N⋅m (17,2 kg⋅m; 125 lb⋅ft) | 273 kW (366 hp; 371 PS) | Đồng bộ AC 1ZM (trước) Đồng bộ AC 1YM (sau) |           | Hộp số tự động 6 cấp "Direct Shift" | TAWH15 (LM 500h) | Direct4     | 2023–nay |